# Naruyuki Naitō
Naruyuki Naitō (内藤 就行 Naitō Naruyuki?, nacido el 9 de noviembre de 1967 en Nara) es un exfutbolista japonés. Jugaba de defensa y su último club fue el Volca Kagoshima de Japón.

## Trayectoria

### Clubes
| Club            | País  | Año         |
| --------------- | ----- | ----------- |
| Honda           | Japón | 1990 - 1992 |
| Kashima Antlers | Japón | 1992 - 1999 |
| FC Tokyo        | Japón | 2000 - 2001 |
| Avispa Fukuoka  | Japón | 2001 - 2002 |
| Volca Kagoshima | Japón | 2003        |

## Palmarés

### Títulos nacionales
| Título             | Club            | País  | Año  |
| ------------------ | --------------- | ----- | ---- |
| J1 League          | Kashima Antlers | Japón | 1996 |
| Copa J. League     | Kashima Antlers | Japón | 1997 |
| Copa del Emperador | Kashima Antlers | Japón | 1997 |
| J1 League          | Kashima Antlers | Japón | 1998 |